# Đài phun nước Heron

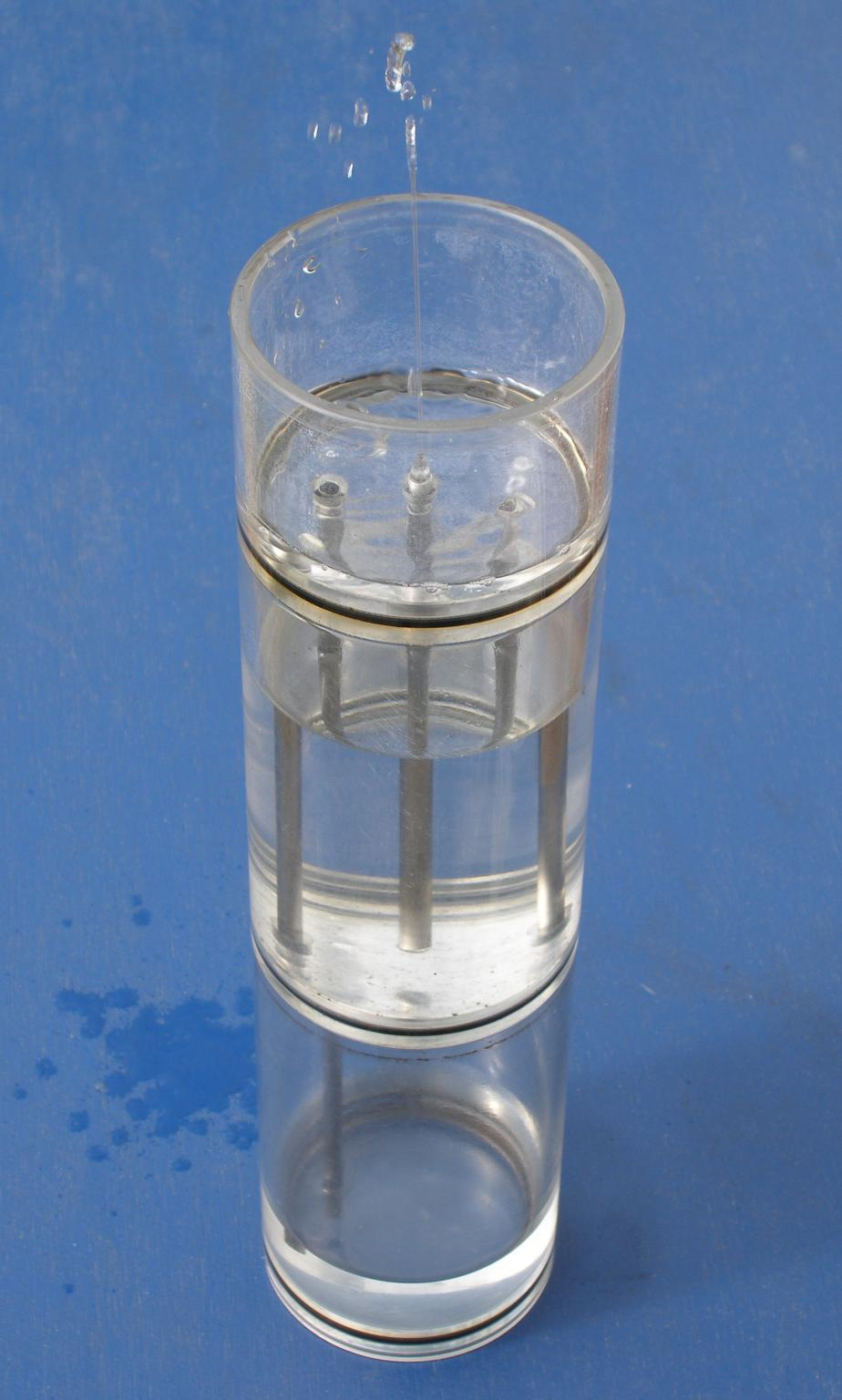
Ví dụ minh họa cách hoạt động của một đài phun nước Heron

Đài phun nước Heron là một máy thủy lực được phát minh vào thế kỷ thứ nhất bởi nhà phát minh, nhà toán học và nhà vật lý Heron xứ Alexandria.
Heron nghiên cứu áp suất khí quyển và hơi nước, mô tả động cơ hơi nước đầu tiên và làm ra thứ đồ chơi có thể phun nước, một trong số đó được gọi là đài phun nước Heron. Các phiên bản khác nhau của đài phun nước Heron được sử dụng trong các lớp học vật lý ngày nay để thuyết minh cho nguyên tắc thủy lực học và khí nén học.

## Xây dựng
Trong mô tả sau, có 3 bình chứa:
- (A) Chậu (trên đầu)
- (B) Bình cấp nước, kín khí (ở giữa)
- (C) Bình cấp khí, kín khí (ở dưới)

Đài phun nước Heron được xây dựng như sau:
- Bắt đầu với chậu (A), bề mặt để hở với không khí. Chạy một ống (P1, bên trái ảnh) từ một lỗ ở dưới chậu (A) đến bình cấp khí (C).
- Chạy một ống (P2, bên phải hình) từ đỉnh bình cấp khí (C) lên đến gần đầu bình cấp nước (B).
- Một ống (P3, ở giữa hình ảnh) sẽ chạy từ dưới bình cấp nước (B), xuyên qua đáy chậu (A) đến độ cao ngang phía trên vành chậu. Nước sẽ phun lên trên qua đường ống này.

Hoạt động:
- Ban đầu, bình cấp khí (C) chỉ có không khí, còn bình cấp nước (B) chỉ chứa nước.
- Để khởi động đài phun nước, đổ nước vào chậu (A).
- Nước từ chậu (A) chảy theo trọng lực và đi vào bình cấp  khí (C). Lúc này, nước sẽ đẩy không khí trong bình cấp khí (C) di chuyển vào bình cấp nước (B). Áp suất không khí trong bình cấp nước (B) tăng lên và tạo ra lực đẩy khiến nước trong bình cấp nước (B) phun lên chậu (A). Số nước bị phun lên chậu (A) lại chảy ngược xuống bình cấp khí (C).
- Dòng chảy sẽ dừng lại khi bình cấp nước (B) trống rỗng.

## Sự chuyển động

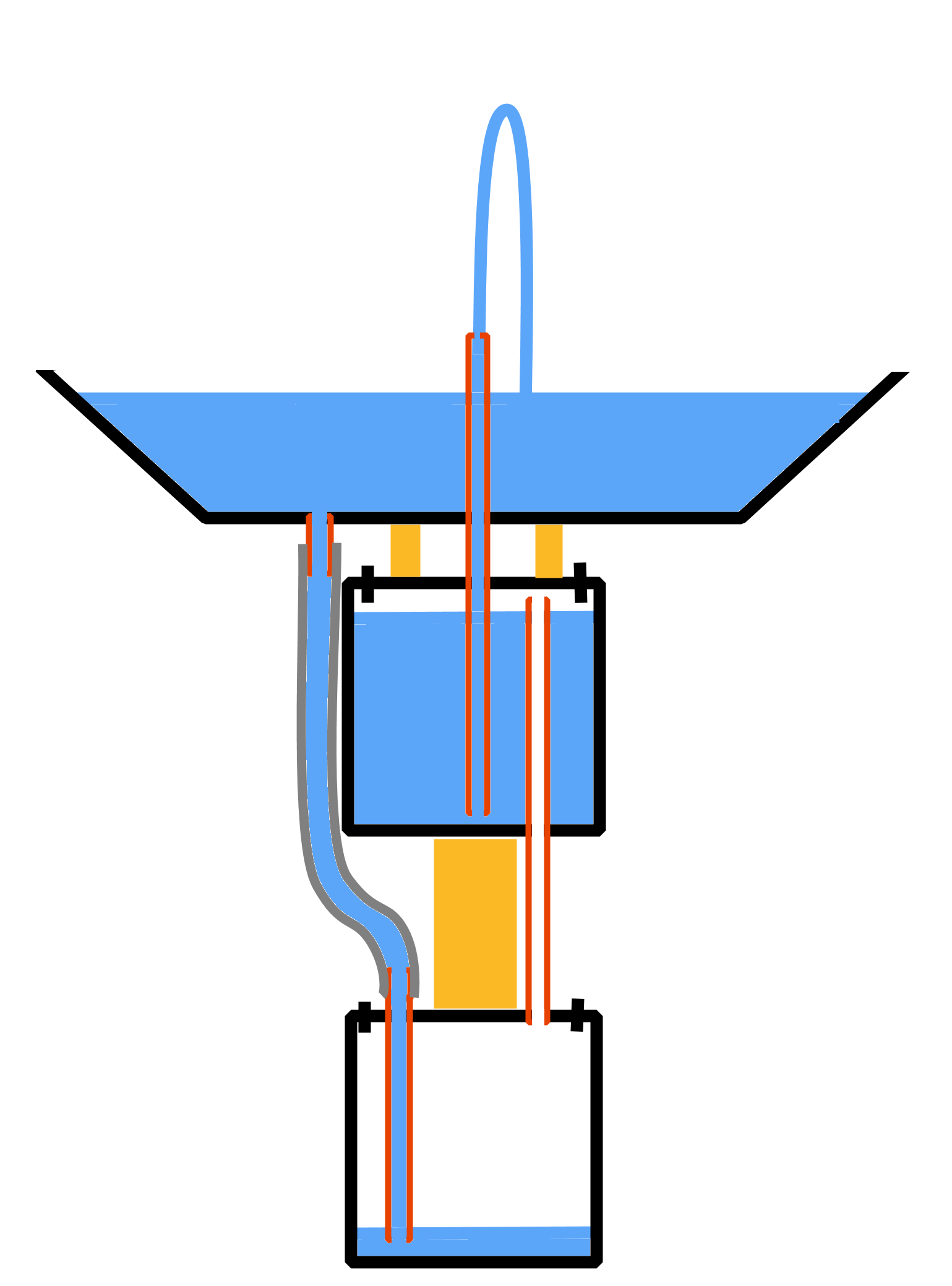

Một mô tả về nguyên lý hoạt động của đài phun nước Heron.

Đài phun nước Heron không phải là động cơ vĩnh cửu. Nếu vòi phun nhỏ, nước sẽ phun được khá lâu, nhưng nó vẫn sẽ ngừng.

## Hiện tượng địa chất học
Có thể các mạch nước phun hoạt động theo cơ chế của đài phun nước Heron. Hoặc cũng có thể các mạch nước phun hoạt động do năng lượng địa nhiệt chứ không phải nguyên lý đài phun nước Heron.

## Trong văn hóa đại chúng
Một ví dụ về đài phun nước Heron đã được Larry Fleinhardt làm và cho phim truyền hình Numb3rs.
Đài phun nước Heron cũng xuất hiện trong show "How Britain Worked" của Guy Martin.